# Список епізодів телесеріалу «Пуститися берега»
«Пуститися берега» (англ. Breaking Bad) — американський телесеріал про хворого на рак вчителя хімії, що займається виготовленням метамфетаміну заради забезпечення майбутнього своєї сім'ї. Дія серіалу відбувається в Альбукерке, Нью-Мексико. Серіал номінувався на «Еммі» і виграв по дві номінації в 2008, 2009 і 2010 роках, включаючи престижну «Найкращий актор драматичного серіалу». Влітку 2012 року розпочато показ першої частини 5-го сезону.

## Сезони
| Сезон | Сезон   | Кількість епізодів | Прем'єра першого епізоду | Прем'єра останнього епізоду | Дата виходу DVD   | Дата виходу DVD   | Дата виходу DVD   | Дата виходу Blu-ray Disc | Дата виходу Blu-ray Disc | Дата виходу Blu-ray Disc |
| Сезон | Сезон   | Кількість епізодів | Прем'єра першого епізоду | Прем'єра останнього епізоду | Регіон 1          | Регіон 2          | Регіон 4          | Регіон A                 | Регіон B                 | Регіон C                 |
| ----- | ------- | ------------------ | ------------------------ | --------------------------- | ----------------- | ----------------- | ----------------- | ------------------------ | ------------------------ | ------------------------ |
|       | 1       | 7                  | 20 січня 2008            | 9 березня 2008              | 24 лютого 2009    | 14 грудня 2009    | 8 липня 2009      | 16 березня 2010          | 2 листопада 2011         | Н/Д                      |
|       | 2       | 13                 | 8 березня 2009           | 31 травня 2009              | 16 березня 2010   | 26 липня 2010     | 8 лютого 2010     | 16 березня 2010          | 2 листопада 2011         | Н/Д                      |
|       | 3       | 13                 | 21 березня 2010          | 13 червня 2010              | 7 червня 2011     | 19 травня 2011    | 24 листопада 2010 | 7 червня 2011            | 2 листопада 2011         | Н/Д                      |
|       | 4       | 13                 | 17 липня 2011            | 9 жовтня 2011               | 5 червня 2012     | 22 березня 2012   | 28 березня 2012   | 5 червня 2012            | 13 червня 2012           | Н/Д                      |
|       | 5 (ч.1) | 8                  | 15 липня 2012            | 2 вересня 2012              | 4 червня 2013     | 3 червня 2013     | 6 червня 2013     | 4 червня 2013            | 3 червня 2013            | Н/Д                      |
|       | 5 (ч.2) | 8                  | 11 серпня 2013           | 29 вересня 2013             | 26 листопада 2013 | 25 листопада 2013 | 28 листопада 2013 | 26 листопада 2013        | 25 листопада 2013        | Н/Д                      |

## Сезон 1 (2008)
| № | Назва                                                | Режисер        | Сценарій       | Дата прем'єри  | К-сть глядачів у США (млн) |
| - | ---------------------------------------------------- | -------------- | -------------- | -------------- | -------------------------- |
| 1 | «Pilot» «Пілотна серія»                              | Вінс Ґілліган  | Вінс Ґілліган  | 20 січня 2008  | 1.41                       |
| 2 | «Cat's in the Bag…» «Кіт у мішку…»                   | Адам Бернштейн | Вінс Ґілліган  | 27 січня 2008  | 1.49                       |
| 3 | «…And the Bag's in the River» «… і мішок у ріці»     | Адам Бернштейн | Вінс Ґілліган  | 10 лютого 2008 | 1.08                       |
| 4 | «Cancer Man» «Раковий хворий»                        | Джим МакКей    | Вінс Ґілліган  | 17 лютого 2008 | 1.09                       |
| 5 | «Gray Matter» «Сіра речовина»                        | Тріша Брук     | Петті Лін      | 24 лютого 2008 | 0.97                       |
| 6 | «Crazy Handful of Nothin'» «Жменя нічого»            | Бронвен Х'юз   | Джордж Мастрас | 2 березня 2008 | 1.07                       |
| 7 | «A No-Rough-Stuff-Type Deal» «Бізнес «по-дорослому»» | Тім Хантер     | Пітер Ґулд     | 9 березня 2008 | 1.50                       |

## Сезон 2 (2009)
| №  | Назва                                      | Режисер                | Сценарій                      | Дата прем'єри   | К-сть глядачів в США (млн) |
| -- | ------------------------------------------ | ---------------------- | ----------------------------- | --------------- | -------------------------- |
| 1  | «Seven Thirty-Seven» «Сімсот Тридцять Сім» | Браян Кренстон         | Джей Робертс                  | 8 березня 2009  | 1.66                       |
| 2  | «Grilled» «Попандос»                       | Чарльз Хейд            | Джордж Мастрас                | 15 березня 2009 | 1.60                       |
| 3  | «Bit by a Dead Bee» «Укус мертвої бджоли»  | Террі Макдана          | Пітер Ґулд                    | 22 березня 2009 | 1.13                       |
| 4  | «Down» «На дні»                            | Джон Дал               | Сем Кетлін                    | 29 березня 2009 | 1.29                       |
| 5  | «Breakage» «Бій товару»                    | Юхан Ренк              | Мойра Воллі-Бекетт            | 5 квітня 2009   | 1.21                       |
| 6  | «Peekaboo» «Гра в хованки»                 | Пітер Медак            | Джей Робертс та Вінс Ґілліган | 12 квітня 2009  | 1.41                       |
| 7  | «Negro y Azul» «Чорний і голубий»          | Фелікс Енрікес Алькала | Джон Шибан                    | 19 квітня 2009  | 1.20                       |
| 8  | «Better Call Saul» «Краще позвони Солу»    | Террі Макдана          | Пітер Ґулд                    | 26 квітня 2009  | 1.04                       |
| 9  | «4 Days Out» «Чотири дні відсутності»      | Мішель Макларен        | Сем Кетлін                    | 3 травня 2009   | 1.27                       |
| 10 | «Over» «Кінець бізнесу»                    | Філ Абрахам            | Мойра Воллі-Бекетт            | 10 травня 2009  | 1.19                       |
| 11 | «Mandala» «Мандала»                        | Адам Бернштейн         | Джордж Мастрас                | 17 травня 2009  | 1.29                       |
| 12 | «Phoenix» «Фенікс»                         | Колін Баксі            | Джон Шибан                    | 24 травня 2009  | 1.19                       |
| 13 | «ABQ» «Альбукерке»                         | Адам Бернштейн         | Вінс Ґілліган                 | 31 травня 2009  | 1.50                       |

## Сезон 3 (2010)
| №  | Назва                                   | Режисер         | Сценарій                         | Дата прем'єри   | К-сть глядачів в США (млн) |
| -- | --------------------------------------- | --------------- | -------------------------------- | --------------- | -------------------------- |
| 1  | «No Mas» «Досить!»                      | Браян Кренстон  | Вінс Ґілліган                    | 21 березня 2010 | 1.95                       |
| 2  | «Caballo sin Nombre» «Безіменний Кінь»  | Адам Бернштейн  | Пітер Ґулд                       | 28 березня 2010 | 1.55                       |
| 3  | «I.F.T.» «Я.П.Т. (Я переспала з Тедом)» | Мішель Макларен | Джордж Мастрас                   | 4 квітня 2010   | 1.33                       |
| 4  | «Green Light» «Зелене Світло»           | Скотт Уінант    | Сем Кетлін                       | 11 квітня 2010  | 1.46                       |
| 5  | «Mas» «Ще»                              | Юхан Ренк       | Мойра Уоллі-Бекетт               | 18 квітня 2010  | 1.61                       |
| 6  | «Sunset» «Захід»                        | Джон Шибан      | Джон Шибан                       | 25 квітня 2010  | 1.64                       |
| 7  | «One Minute» «Одна хвилина»             | Мішель Макларен | Томас Шнауц                      | 2 травня 2010   | 1.52                       |
| 8  | «I See You» «Я бачу тебе»               | Колін Баксі     | Дженіфер Хатчісон                | 9 травня 2010   | 1.78                       |
| 9  | «Kafkaesque» «По-кафкіанськи»           | Майкл Словіс    | Пітер Ґулд та Джордж Мастрас     | 16 травня 2010  | 1.61                       |
| 10 | «Fly» «Муха»                            | Раян Джонсон    | Сем Кетлін та Мойра Уоллі-Бекетт | 23 травня 2010  | 1.20                       |
| 11 | «Abiquiu» «Ебік'ю»                      | Мішель Макларен | Джон Шибан та Томас Шнауц        | 30 травня 2010  | 1.32                       |
| 12 | «Half Measures» «Напівзаходи»           | Адам Бернштейн  | Сем Кетлін та Пітер Ґулд         | 6 червня 2010   | 1.19                       |
| 13 | «Full Measure» «Повна міра»             | Вінс Ґілліган   | Вінс Ґілліган                    | 13 червня 2010  | 1.56                       |

## Сезон 4 (2011)
| №  | Назва                                            | Режисер         | Сценарій                          | Дата прем'єри   | К-сть глядачів в США (млн) |
| -- | ------------------------------------------------ | --------------- | --------------------------------- | --------------- | -------------------------- |
| 1  | «Box Cutter» «Канцелярський ніж»                 | Адам Бернштейн  | Вінс Ґілліган                     | 17 липня 2011   | 2.58                       |
| 2  | «Thirty-Eight Snub» «Тридцять восьмий, курносий» | Мішель Макларен | Джордж Мастрас                    | 24 липня 2011   | 1.97                       |
| 3  | «Open House» «Відкритий будинок»                 | Девід Слейд     | Сем Кетлін                        | 31 липня 2011   | 1.71                       |
| 4  | «Bullet Points» «Отвори від куль»                | Колін Баксі     | Мойра Уоллі-Беккет                | 7 серпня 2011   | 1.83                       |
| 5  | «Shotgun» «Дробовик»                             | Мішель Макларен | Томас Шнауц                       | 14 серпня 2011  | 1.75                       |
| 6  | «Cornered» «Загнаний в кут»                      | Майкл Словіс    | Дженіфер Хатчісон                 | 21 серпня 2011  | 1.67                       |
| 7  | «Problem Dog» «Проблемний пес»                   | Пітер Ґулд      | Пітер Ґулд                        | 28 серпня 2011  | 1.91                       |
| 8  | «Hermanos» «Брати»                               | Юхан Ренк       | Сем Кетлін та Джордж Мастрас      | 4 вересня 2011  | 1.98                       |
| 9  | «Bug» «Жучок»                                    | Террі Макдана   | Мойра Уоллі-Бекетт та Томас Шнауц | 11 вересня 2011 | 1.89                       |
| 10 | «Salud» «Здоров'я»                               | Мішель Макларен | Дженіфер Хатчісон та Пітер Ґулд   | 18 вересня 2011 | 1.80                       |
| 11 | «Crawl Space» «Фальшпол»                         | Скотт Уінант    | Сем Кетлін та Джордж Мастрас      | 25 вересня 2011 | 1.55                       |
| 12 | «End Times» «Кінець світу»                       | Вінс Ґілліган   | Томас Шнауц та Мойра Уоллі-Бекетт | 2 жовтня 2011   | 1.73                       |
| 13 | «Face Off» «Без обличчя»                         | Вінс Ґілліган   | Вінс Ґілліган                     | 9 жовтня 2011   | 1.90                       |

## Сезон 5 (2012–2013)
5-й сезон складається з 16 епізодів. Зйомки пройшли на початку 2012 року. Сезон розділений на дві частини, кожна — по 8 епізодів. Перша частина вийшла 15 липня 2012, а друга 11 серпня 2013.
| №  | Назва                                        | Режисер         | Сценарій           | Дата прем'єри   | К-сть глядачів в США (млн) |
| -- | -------------------------------------------- | --------------- | ------------------ | --------------- | -------------------------- |
| 1  | «Live Free or Die» «Живи вільним або помри»  | Майкл Словіс    | Вінс Ґілліган      | 15 липня 2012   | 2.93                       |
| 2  | «Madrigal» «Мадригал»                        | Мішель Макларен | Вінс Ґілліган      | 22 липня 2012   | 2.29                       |
| 3  | «Hazard Pay» «Небезпечні умови»              | Адам Бернштейн  | Пітер Ґулд         | 29 липня 2012   | 2.20                       |
| 4  | «Fifty-One» «П'ятдесят один»                 | Раян Джонсон    | Сем Кетлін         | 5 серпня 2012   | 2.29                       |
| 5  | «Dead Freight» «Мертвий вантаж»              | Джордж Мастрас  | Джордж Мастрас     | 12 серпня 2012  | 2.48                       |
| 6  | «Buyout» «Викуп»                             | Колін Баксі     | Дженіфер Хатчісон  | 19 серпня 2012  | 2.81                       |
| 7  | «Say My Name» «Скажи моє їм'я»               | Томас Шнауц     | Томас Шнауц        | 26 серпня 2012  | 2.98                       |
| 8  | «Gliding Over All» «Той, що летить над усім» | Мішель Макларен | Мойра Воллі-Бекетт | 2 вересня 2012  | 2.78                       |
| 9  | «Blood Money» «Криваві гроші»                | Браян Кренстон  | Пітер Ґулд         | 11 серпня 2013  | 5.92                       |
| 10 | «Buried» «Поховані»                          | Мішель Макларен | Томас Шнауц        | 18 серпня 2013  | 4.77                       |
| 11 | «Confessions» «Зізнання»                     | Майкл Словіс    | Дженіфер Хатчісон  | 25 серпня 2013  | 4.85                       |
| 12 | «Rabid Dog» «Скажений пес»                   | Сем Кетлін      | Сем Кетлін         | 1 вересня 2013  | 4.41                       |
| 13 | «To'hajiilee» «Тохаджилі»                    | Мішель Макларен | Джордж Мастрас     | 8 вересня 2013  | 5.11                       |
| 14 | «Ozymandias» «Озимандія»                     | Раян Джонсон    | Мойра Воллі-Бекетт | 16 вересня 2013 | 6.37                       |
| 15 | «Granite State» «Гранітний штат»             | Пітер Ґулд      | Пітер Ґулд         | 22 вересня 2013 | 6.58                       |
| 16 | «Felina» «Феліна»                            | Вінс Ґілліган   | Вінс Ґілліган      | 29 вересня 2013 | 10.28                      |

## Міні-епізоди (2009)
У лютому 2009, AMC відзняла серію з п'яти оригінальних міні-епізодів, які посилаються на прем'єру другого сезону.
| № | Назва                | Режисер    | Сценарій          | Дата прем'єри  |
| - | -------------------- | ---------- | ----------------- | -------------- |
| 1 | «Good Cop / Bad Cop» | Джон Шибан | Сьюзен Поттс      | 17 лютого 2009 |
| 2 | «Wedding Day»        | Джон Шибан | Кейт Пауерс       | 17 лютого 2009 |
| 3 | «TwaüghtHammër»      | Джон Шибан | Дженіфер Хатчісон | 17 лютого 2009 |
| 4 | «Marie's Confession» | Джон Шибан | Вінс Ґілліган     | 17 лютого 2009 |
| 5 | «The Break-In»       | Джон Шибан | Дженіфер Хатчісон | 17 лютого 2009 |

## Рейтинги
| Сезон | Сезон | Номер серії | Номер серії | Номер серії | Номер серії | Номер серії | Номер серії | Номер серії | Номер серії | Номер серії | Номер серії | Номер серії | Номер серії | Номер серії |
| Сезон | Сезон | 1           | 2           | 3           | 4           | 5           | 6           | 7           | 8           | 9           | 10          | 11          | 12          | 13          |
| ----- | ----- | ----------- | ----------- | ----------- | ----------- | ----------- | ----------- | ----------- | ----------- | ----------- | ----------- | ----------- | ----------- | ----------- |
|       | 1     | 1,41        | 1,49        | 1,08        | 1,09        | 0,97        | 1,07        | 1,50        | Н/Д         | Н/Д         | Н/Д         | Н/Д         | Н/Д         | Н/Д         |
|       | 2     | 1,66        | 1,60        | 1,13        | 1,29        | 1,21        | 1,41        | Н/Д         | 1,04        | Н/Д         | Н/Д         | Н/Д         | Н/Д         | 1,50        |
|       | 3     | 1,95        | 1,55        | 1,33        | 1,46        | 1,61        | 1,64        | 1,52        | 1,78        | 1,61        | 1,20        | 1,32        | 1,19        | 1,56        |
|       | 4     | 2,58        | 1,97        | 1,71        | 1,83        | 1,75        | 1,67        | 1,91        | 1,98        | 1,89        | 1,80        | 1,55        | 1,73        | 1,90        |
|       | 5A    | 2,93        | 2,29        | 2,20        | 2,29        | 2,48        | 2,81        | 2,98        | 2,78        | Н/Д         | Н/Д         | Н/Д         | Н/Д         | Н/Д         |
|       | 5B    | 5,92        | 4,77        | 4,85        | 4,41        | 5,11        | 6,37        | 6,58        | 10,28       | Н/Д         | Н/Д         | Н/Д         | Н/Д         | Н/Д         |